# 야나이 다다시

야나이 다다시(柳井正, 1949년 2월 7일 ~ )는 일본의 기업가이다. 유니클로 등을 운영하는 '패스트리테일링'의 창업자이다.

## 생애
일본 야마구치현 우베시에서 태어났다. 와세다대학교 정치경제학부를 졸업한 뒤 부친이 운영하는 회사에 들어갔다. 1984년 회사를 물려받은 뒤 같은해 6월 히로시마시에 유니클로 1호점을 오픈했다. 1991년 회사명을 '패스트리테일링'으로 바꿨고, 2002년 대표이사 회장 겸 최고경영자(CEO)에 취임했다.

## 같이 보기
- 세계 부자 순위